# Hà Đông, Hà Trung
Hà Đông là một xã thuộc huyện Hà Trung, tỉnh Thanh Hóa, Việt Nam.
Xã Hà Đông có diện tích 10,2 km², dân số năm 1999 là 3356 người, mật độ dân số đạt 329 người/km².

## Lịch sử
Tiền thân là xã Kim Âu, sau đổi thành xã Ngọc Âu tổng Ngọ Xá huyện Vĩnh Lộc. Năm 1939 được chuyển về huyện Tống Sơn, phủ Hà Trung. Sau 1945 là xã Trần Quốc Tuấn. 1947 sáp nhập với xã Lý Thường Kiệt lấy tên là Ngọc Âu huyện Hà Trung. Ngày 1 tháng 8 năm 1954 xã Ngọc Âu được chia thành 02 xã là xã Hà Ngọc và Hà Đông.

## Thôn, Làng
Làng Kim Hưng: Vào thế kỷ XVIII có tên là thôn ông Hưng; cuối thế kỷ XIX gồm có hai làng Thạch Bằng và Hưng Thôn đến năm 1955 sáp nhập lại thành làng Kim Hưng;
 Làng Kim Phát: Trước đây gọi là Hương Đại Lại nơi sinh ra Hồ Quý Ly.đây cũng là nơi nhà hồ xây dựng Ly Cung và đến nay vẫn còn là một di tích lịch sử ở Thanh Hóa.
 Làng Kim Tiên: Làng được thành lập vào đầu thế kỷ XV do một số giáo dân ở Phát diệm về đây sinh sống, lập nghiệp vì vậy đây là làng dân cư chủ yếu theo đạo Công giáo.
 Làng Kim Sơn: còn được gọi là Thượng Phú Đầu thế kỷ XIX là xã Thái Đường gồm hai thôn Đông và Đoài. Trong làng có một số dòng họ đã đặt tên cho các ngõ như ngõ Mạc, Ngõ Đình...
 Làng Kim Môn: Trước đây là Đoài Thôn. Những người lập làng đầu tiên là những quân sĩ của Dương Đình Nghệ. Sau khởi nghĩa họ đã về dãy núi Kim Âu khai sơn lập làng.
 Làng Kim Thành: Trước kia là Biển Hiệu, Những người đến đây lập làng là những người đã tham gia cuộc khởi nghĩa Bà Triệu.
Làng Núi Gà:Mới được thành lập vào năm 1983. Địa danh này tương truyền trước đây là nơi nuôi gà phục vụ cho nhu cầu của cung đình nên có tên là Trại Gà sau đó đổi thành Núi Gà.

## Học Vấn - Truyền thống
Cho đến năm 2011 xã Hà Đông có 01 người có trình độ Tiến sĩ (Lê Chí Phúc),
01 Nghiên cứu Sinh (Phạm Xuân Hưng). 
02 Thạc sĩ (Lê Thị Hương, Lê Chí Hòa) và 220 người có trình độ Đại học, Cao đẳng. đã và đang đóng góp một phần cho sự phát triển kinh tế - xã hội của cả nước.
Xã có 01 Bà mẹ Việt Nam Anh Hùng (Nguyễn Thị Dặt) và 35 Liệt sĩ; Đảng Viên 40-50 năm tuổi đảng có 29 người.

## Bí thư chi bộ xã qua các thời kỳ
1. Lê Văn Nghinh, Trịnh Thị Vần (1954-1958);
2. Nguyễn Văn Lũ (1958-1959);
3. Phạm Xuân Bích (1960-1963);
4. Trịnh Văn Ty (1963-1969);
5. Hoàng Văn Vẩy (1970-1972.1975-1976);
6. Lê Văn Sáng (1973-1974);
7. Phạm Xuân Thảo (1976-1980);
8. Vũ Đình Thắng (1981 - 1982);
9. Vũ Bổng (1983-1984);
10. Vũ Xuân Thành (1985-1987);
11. Đoàn Thân (1987-2000);
12. Phạm Thị Hoa (2000-2010);
13. Đoàn Thân Tặng (2010-2015).

## Chủ tịch ủy ban nhân dân xã qua các thời kỳ
1. Lê Văn Nghinh, Phạm Văn Bích (1954-1958);
2. Trịnh Văn Ty (1958-1963);
3. Phạm Xuân Bích (1963-1965);
4. Phạm Văn Hiên (1965-1972 1976-1977);
5. Hoàng Viết Thụ (1975-1976);
6. Vũ Xuân Thành (1978-1984);
7. Đoàn Thân (1985 - 1987);
8. Trịnh Xuân Thiết (1987-1999);
9. Đoàn Thân Tặng (1999-2010);
10. Phạm Văn Vĩnh (2010-2015);